# Phrynium
Phrynium är ett släkte av strimbladsväxter. Phrynium ingår i familjen strimbladsväxter.

## Bildgalleri

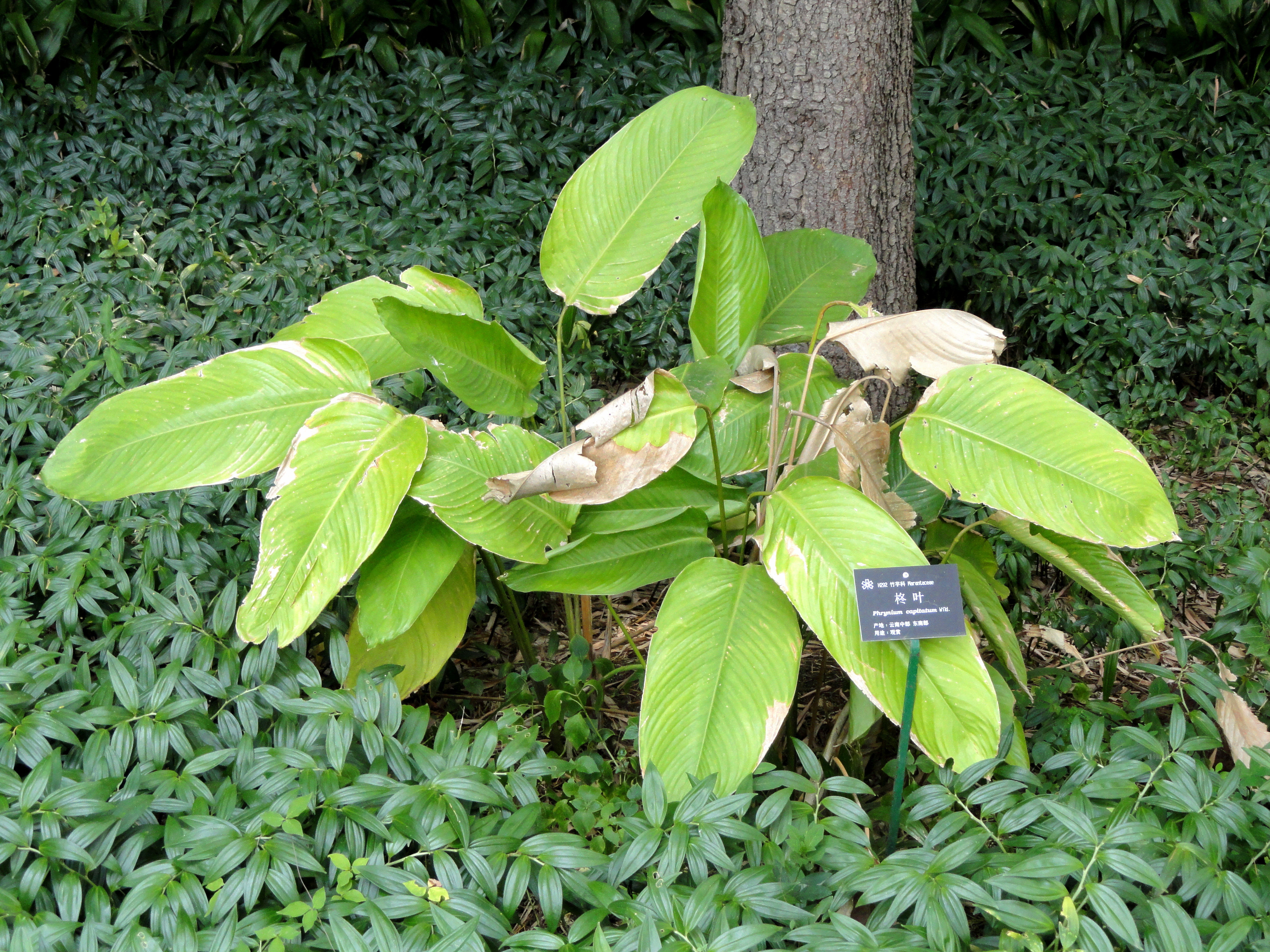
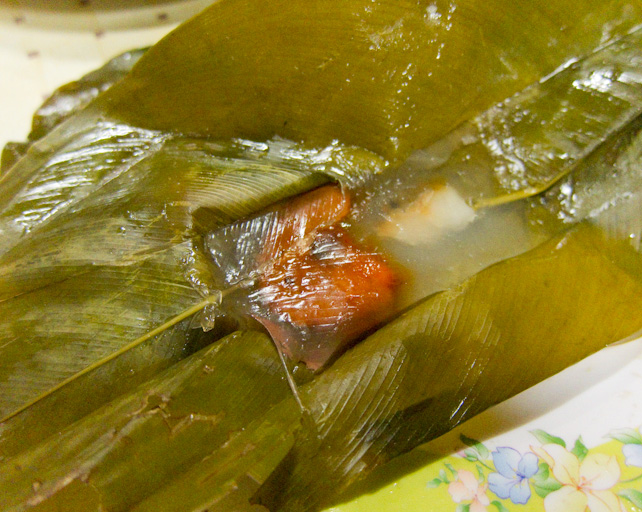
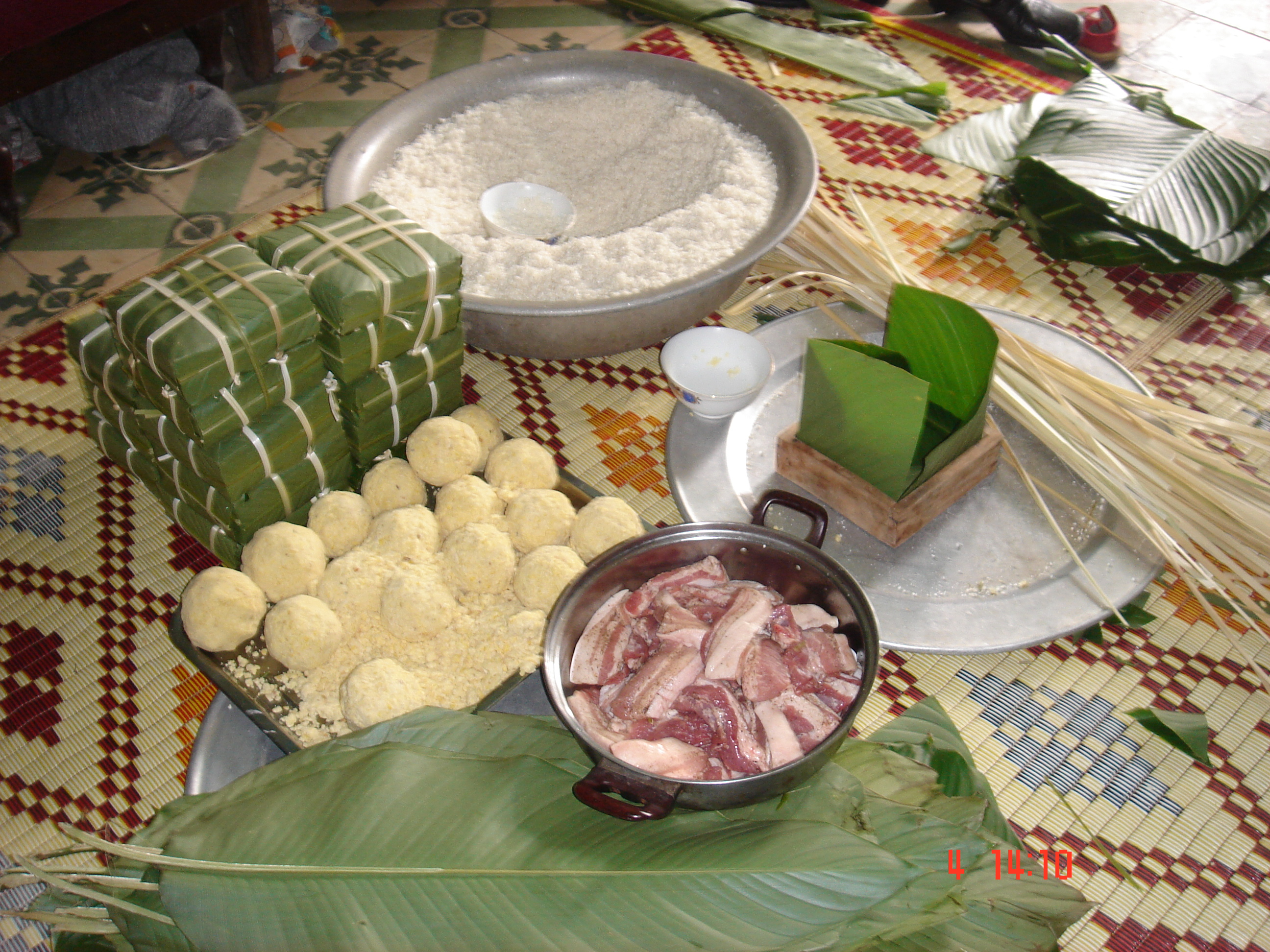
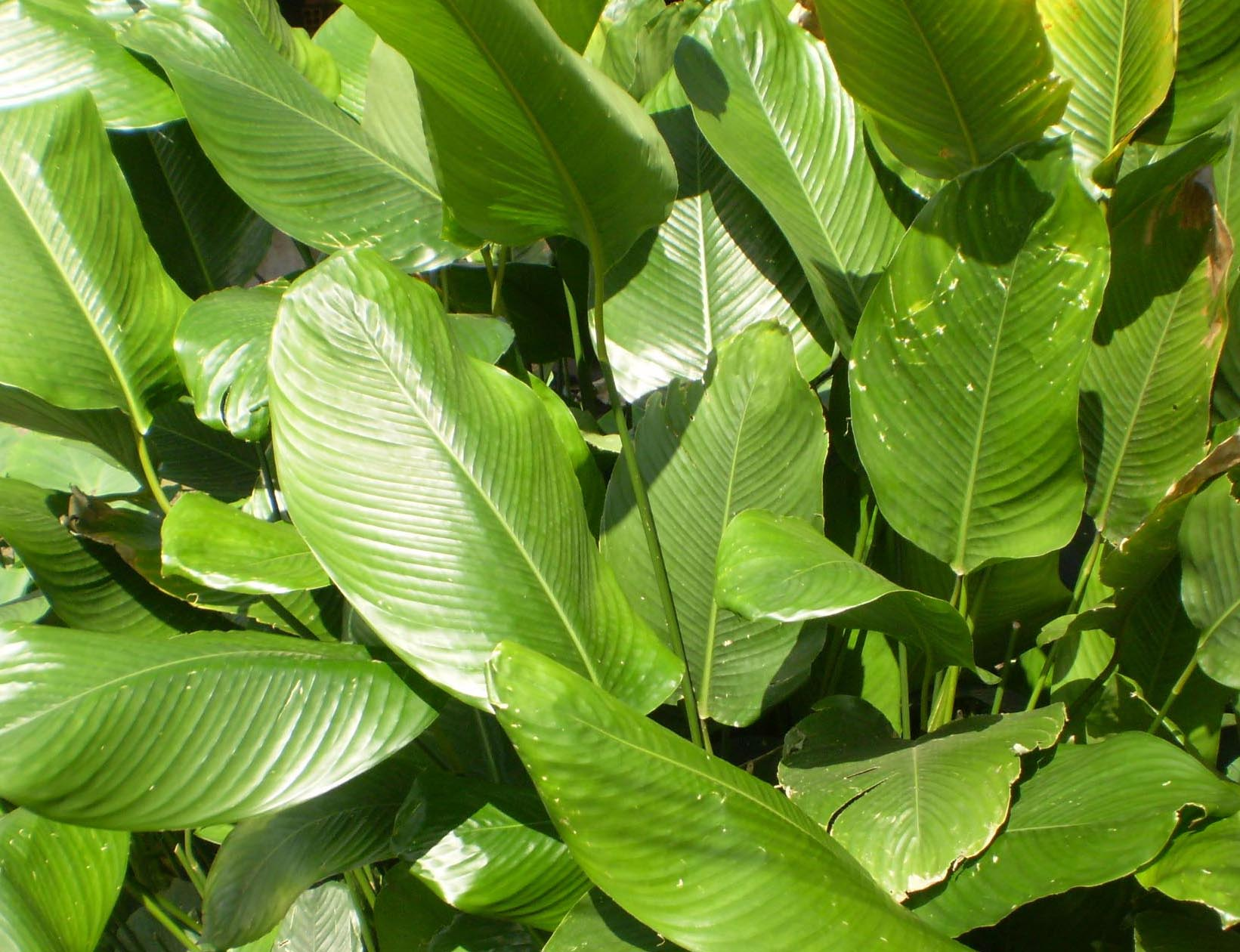
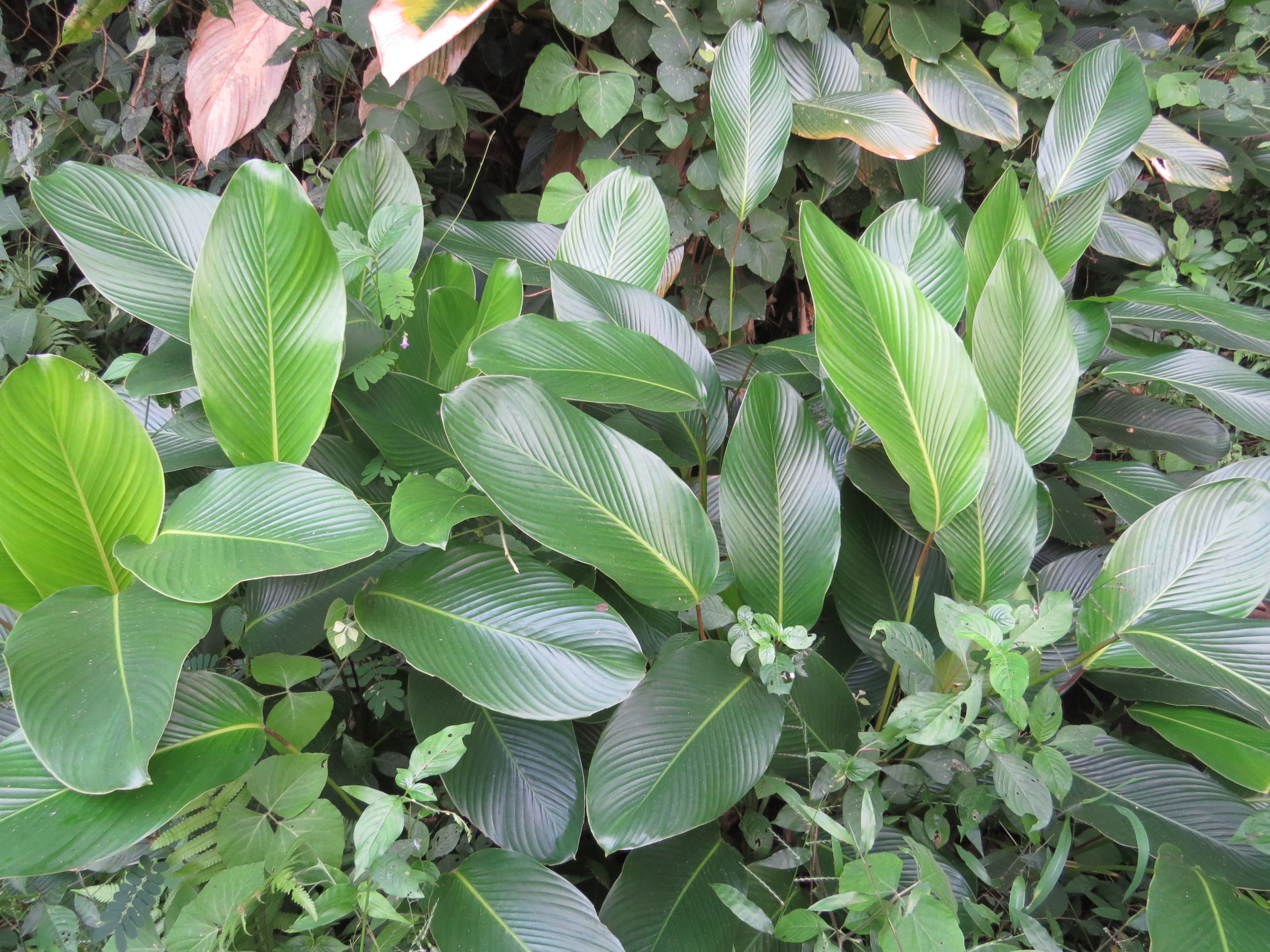

## Dottertaxa tillPhrynium, i alfabetisk ordning[1]
- Phrynium aurantium
- Phrynium congestum
- Phrynium fasciculatum
- Phrynium fissifolium
- Phrynium giganteum
- Phrynium gracile
- Phrynium grandibracteatum
- Phrynium hainanense
- Phrynium hirtum
- Phrynium houtteanum
- Phrynium imbricatum
- Phrynium interruptum
- Phrynium kaniense
- Phrynium laxum
- Phrynium longispicum
- Phrynium macrocephalum
- Phrynium magnificum
- Phrynium maximum
- Phrynium minor
- Phrynium minutiflorum
- Phrynium nicobaricum
- Phrynium obscurum
- Phrynium paniculatum
- Phrynium parvum
- Phrynium pedunculatum
- Phrynium pedunculiferum
- Phrynium pubinerve
- Phrynium robinsonii
- Phrynium rubrum
- Phrynium sapiense
- Phrynium schlechteri
- Phrynium simplex
- Phrynium stenophyllum
- Phrynium tonkinense
- Phrynium tristachyum
- Phrynium venustum
- Phrynium whitei
- Phrynium villosulum